# Orientierungslauf-Weltmeisterschaften 1981
Die 9. Orientierungslauf-Weltmeisterschaften fanden vom 4. September bis 6. September 1981 in der Gegend um Thun in der Schweiz statt.
Nachdem 1978 und 1979 zwei Weltmeisterschaften in zwei aufeinanderfolgenden Jahren stattgefunden hatten, wurde der Austragungszyklus wieder auf zwei Jahre festgesetzt. Dies sollte bis 2004 nun so durchgesetzt werden.
Im Herrenbereich stellten die Läufer Norwegens einmal mehr eine Klasse für sich dar. Vier von vier möglichen Medaillen gingen an die norwegischen Männer. Im Einzellauf belegten wie bereits 1979 die ersten drei Plätze Läufer aus Norwegen, wobei Øyvin Thon seinen 1979 gewonnenen Weltmeisterschafts-Titel mit einem zweieinhalbminütigen Vorsprung auf Tore Sagvolden verteidigen konnte.
Bei den Frauen avancierte Schweden zur erfolgreichsten Nation: Annichen Kringstad, 1980 Juniorenweltmeisterin, gewann im Einzel und mit der Staffel die ersten zwei ihrer insgesamt sechs Weltmeisterschafts-Goldmedaillen ihrer Karriere. Kringstad wurde 1981 aufgrund ihrer Erfolge in Thun mit der Svenska-Dagbladet-Goldmedaille ausgezeichnet. Eine Neuerung gab es beim Staffellauf der Frauen: anstatt wie bisher bei Weltmeisterschaften starteten nun vier anstatt drei Läuferinnen in einer Mannschaft.

## Herren

### Einzel
| Platz | Land | Athlet             | Zeit      |
| ----- | ---- | ------------------ | --------- |
| 1     | NOR  | Øyvin Thon         | 1:30:05 h |
| 2     | NOR  | Tore Sagvolden     | 1:32:33 h |
| 3     | NOR  | Morten Berglia     | 1:33:10 h |
| 4     | SWE  | Lars Lönnkvist     | 1:35:06 h |
| 5     | FIN  | Kari Sallinen      | 1:35:49 h |
| 6     | SWE  | Jörgen Mårtensson  | 1:36:04 h |
| 7     | TCH  | Jaroslav Kačmarčík | 1:38:31 h |
| 8     | DEN  | Lars Konradsen     | 1:39:43 h |

Einzel:

Ort: Bulle-Les Alpettes

Länge: 14,1 km

Steigung: 560 m

Posten: 15

### Staffel
| Platz | Land | Athleten                                                          | Zeit      |
| ----- | ---- | ----------------------------------------------------------------- | --------- |
| 1     | NOR  | Øyvin Thon Harald Thon Tore Sagvolden Sigurd Dæhli                | 4:38:15 h |
| 2     | SWE  | Lars-Henrik Undeland Bengt Levin Jörgen Mårtensson Lars Lönnkvist | 4:38:47 h |
| 3     | FIN  | Kari Sallinen Ari Anjala Seppo Rytkönen Hannu Kottonen            | 4:45:23 h |
| 4     | TCH  | Luděk Pavelek Zdeněk Lenhart Jiří Ticháček Jaroslav Kačmarčík     | 4:49:22 h |
| 5     | SUI  | Martin Howald Dieter Wolf Markus Stappung Willi Müller            | 4:55:21 h |
| 6     | AUS  | Maurice Ongania Steve Kay Terry Farrell Warren Key                | 4:58:38 h |
| 7     | GBR  | Geoff Peck Martin Bagness Chris Hirst Colin McIntyre              | 5:03:00 h |
| 8     | DEN  | Niels Pallisgaard Lars Konradsen Erik Bobach Klaus Madsen         | 5:03:19 h |

Staffel:

Ort: Les Verriéres

## Damen

### Einzel
| Platz | Land | Athletin           | Zeit      |
| ----- | ---- | ------------------ | --------- |
| 1     | SWE  | Annichen Kringstad | 1:05:47 h |
| 2     | NOR  | Brit Volden        | 1:08:54 h |
| 3     | SWE  | Karin Rabe         | 1:09:40 h |
| 4     | SUI  | Ruth Humbel        | 1:11:46 h |
| 5     | FIN  | Outi Borgenström   | 1:13:05 h |
| 6     | TCH  | Ada Kuchařová      | 1:13:28 h |
| 7     | FIN  | Liisa Veijalainen  | 1:13:41 h |
| 8     | SWE  | Arja Hannus        | 1:13:59 h |

Einzel:

Ort: Bulle-Les Alpettes

Länge: 8,1 km

Steigung: 520 m

Posten: 18

### Staffel
| Platz | Land | Athletinnen                                                       | Zeit      |
| ----- | ---- | ----------------------------------------------------------------- | --------- |
| 1     | SWE  | Arja Hannus Barbro Lönnkvist Karin Rabe Annichen Kringstad        | 3:49:53 h |
| 2     | FIN  | Helena Mannervesi Marita Ruoho Liisa Veijalainen Outi Borgenström | 4:05:07 h |
| 3     | SUI  | Ruth Schmid Annelies Meier Irene Bucher Ruth Humbel               | 4:13:10 h |
| 4     | NOR  | Linda Verde Ragnhild Bratberg Brit Volden Anne Berit Eid          | 4:17:33 h |
| 5     | GBR  | Sue Parkin Roz Clayton Carol McNeill Jean Ramsden                 | 4:24:23 h |
| 6     | AUS  | Sue Key Christine Watson Madeleine Sevior Jenny Bourne            | 4:43:52 h |
| 7     | TCH  | Jana Hlaváčová Anna Gavendová Ada Kuchařová Svatava Nováková      | 4:46:39 h |
| 8     | FRG  | Heidrun Finke Martina Willmann Anja Gruhn Hadmut Hindorf          | 4:56:03 h |

Staffel:

Ort: Les Verriéres

## Medaillenspiegel
| Platz | Land     | Gold | Silber | Bronze | Gesamt |
| ----- | -------- | ---- | ------ | ------ | ------ |
| 1     | Norwegen | 2    | 2      | 1      | 5      |
| 2     | Schweden | 2    | 1      | 1      | 4      |
| 3     | Finnland | –    | 1      | 1      | 2      |
| 4     | Schweiz  | –    | –      | 1      | 1      |